# Sympherobius beameri
Sympherobius beameri is een insect uit de familie van de bruine gaasvliegen (Hemerobiidae), die tot de orde netvleugeligen (Neuroptera) behoort. 
Sympherobius beameri is voor het eerst wetenschappelijk beschreven door Gurney in 1948.

## Beschrijving
Sympherobius beameri is een insectensoort die voorkomt in Noord-Amerika, met waarnemingen voornamelijk in de Verenigde Staten en mogelijk in Canada. Deze kleine insecten hebben fijn geaderde, doorschijnende vleugels met een lichte tot bruine tint. Ze hebben relatief lange antennes en hebben een slank lichaam.

## Leefgebied en voedsel
Deze soort leeft in beboste gebieden, tuinen en velden, waar voldoende voedsel te vinden is. Zowel de larven als de volwassen exemplaren van Sympherobius beameri zijn roofzuchtig en voeden zich voornamelijk met bladluizen en andere kleine insecten. Ze jagen actief op hun prooi en helpen zo bij het onder controle houden van plaagpopulaties.

## Ecologisch belang
Door hun jachtgedrag dragen deze insecten bij aan de biologische bestrijding van plaaginsecten zoals bladluizen. Dit maakt ze waardevolle bondgenoten in de landbouw en in natuurlijke omgevingen, waar ze helpen bij het in balans houden van insectenpopulaties.

## Voortplanting en levenscyclus
De eieren van Sympherobius beameri worden afgezet op bladeren in de buurt van bladluispopulaties, zodat de larven direct voedsel hebben zodra ze uitkomen. De larven doorlopen meerdere stadia voordat ze verpoppen en als volwassen insecten verschijnen. De duur van deze levenscyclus is afhankelijk van omgevingsfactoren zoals temperatuur en beschikbaarheid van voedsel.

## Vijanden en bedreigingen
Zoals veel kleine insecten heeft Sympherobius beameri natuurlijke vijanden, waaronder roofinsecten zoals lieveheersbeestjes, spinnen en sommige vogels. Daarnaast kunnen factoren zoals pesticiden en habitatverlies invloed hebben op hun populaties.